# Đurići
Đurići (srbsky Ђурићи) je vesnice a přímořské letovisko v Černé Hoře. Je součástí opčiny města Herceg Novi, od něhož leží asi 15 km severovýchodně. V roce 2003 zde žilo celkem 326 obyvatel. Spolu s těsně sousedícím letoviskem Jošice tvoří letovisko Kamenari.
Sousedními letovisky jsou Jošice a Kostanjica.